# Sun Huanhuan
Sun Huanhuan (chiń. 孙欢欢; ur. 15 marca 1990) – chińska lekkoatletka specjalizująca się w chodzie sportowym.
W 2013 zajęła 4. miejsce na mistrzostwach świata w Moskwie. Złota medalistka mistrzostw Chin.
Rekord życiowy w chodzie na 20 kilometrów: 1:27:36 (1 marca 2013, Taicang).

## Osiągnięcia
| Rok  | Impreza                           | Miejsce | Konkurencja           | Lokata      | Wynik   |
| ---- | --------------------------------- | ------- | --------------------- | ----------- | ------- |
| 2013 | Mistrzostwa świata                | Moskwa  | chód na 20 kilometrów | 4. miejsce  | 1:28:32 |
| 2014 | Puchar świata w chodzie sportowym | Taicang | chód na 20 kilometrów | 20. miejsce | 1:29:20 |